# Hebefustis clareolithis
Hebefustis clareolithis is een pissebed uit de familie Nannoniscidae. De wetenschappelijke naam van de soort is voor het eerst geldig gepubliceerd in 2008 door Kaiser.